# Anders Larsson
Anders Larsson (Varberg, 2 luglio 1892 – Göteborg, 4 gennaio 1945) è stato un lottatore svedese, specializzato nella lotta libera.

## Palmarès
- Giochi olimpici

Anversa 1920: oro nella lotta libera pesi medio-massimi.